# Carcharodon
Carcharodon es un género de tiburones lamniformes de la familia Lamnidae que incluye una sola especie actual, el gran tiburón blanco (Carcharodon carcharias). Aunque este animal puede llegar a superar los 5 metros de longitud, resulta bastante pequeño si se le compara con el megalodonte (Carcharocles megalodon), un gigantesco devorador de ballenas que pudo alcanzar entre 15 a 18 metros de longitud o más, y se extinguió en tiempos relativamente recientes, a finales del Plioceno o quizá a principios del Pleistoceno.
Como la mayoría del registro fósil de tiburones, los de Carcharodon se reduce a miles de mandíbulas y dientes desperdigados por todo el mundo, ya que el esqueleto cartilaginoso de los peces condrictios normalmente es destruido antes de que pueda fosilizar. Los dientes, en cambio, son excepcionalmente duros y se conservan a la perfección. Gracias a ellos se ha podido datar la aparición de este género en el Eoceno Inferior la forma de especies primitivas como Carcharodon sokolowi y que podrían haber evolucionado de formas cretácicas como Cretolamna.
Algunos autores han considerado el género Carcharodon como parafilético en algunas ocasiones, especialmente en lo que atañe a las relaciones entre C. carcharias y C. megalodon. Según esta corriente, el género Carcharodon debería reservarse para la única especie viviente, mientras que las fósiles deberían ser incluidas en otro género diferente, Carcharocles. En algunas publicaciones se listan estas especies bajo el género Procarcharodon, pero esto no es correcto ya que la aplicación de este nombre infringe el principio de antigüedad de las leyes de nomenclatura zoológica, ya que fue acuñado 37 años después de Carcharocles (si se acepta la parafilia) y casi 120 después de Carcharodon.